# Émile Grosshans
Émile Grosshans (* 16. August 1938 in Stiring-Wendel; † 28. Juli 2016) war ein französischer Fußballspieler.

## Karriere
Der 170 Zentimeter große Spieler begann das Fußballspielen in seiner Heimatstadt beim CS Stiring-Wendel. Er blieb diesem langjährig treu, wurde zumeist in der Offensive eingesetzt und weckte das Interesse mehrerer Profiklubs. Letztlich war es mit Stade Rennes ein Erstligist, der sich durchsetzte und ihn 1961 unter Vertrag nahm. Am 20. August 1961 lief der damals 23-Jährige bei einer Begegnung gegen den Stade Français zum ersten Mal in der höchsten französischen Spielklasse auf. In den nachfolgenden Monaten war er als Stürmer vorgesehen, konnte sich auf diesem Wege aber nicht durchsetzen und vollzog daher einen Positionswechsel hin zum Abwehrspieler.
In der aus drei Profis bestehenden Abwehrkette avancierte er zum Stammspieler, wobei Yves Boutet an seiner Seite die inoffizielle Führungsrolle in der Verteidigung besaß. Die Defensive war allerdings verhältnismäßig schwach und nachdem es 1963 noch für einen Mittelfeldplatz gereicht hatte, wurde im darauffolgenden Jahr der Abstieg nur knapp vermieden. 1964 unterbreitete ihm der Ligarivale RC Strasbourg ein Angebot, das seine persönliche Zustimmung fand. Der Verein verweigerte hingegen die Freigabe, Grosshans verlor bei der Vereinsführung seinen guten Ruf und musste während der Saison 1964/65 in Rennes bleiben, ohne noch einmal auf dem Platz zu stehen. Entsprechend war er nur Zuschauer und nicht am Erfolg beteiligt, als die Mannschaft 1965 den nationalen Pokalwettbewerb gewann. Im Sommer desselben Jahres konnte er den Klub nach 84 Erstligapartien mit vier Toren verlassen.
Er ging anschließend zur AS Strasbourg, die anders als der Stadtrivale RC lediglich im Amateurbereich antrat. Zur selben Zeit begann er mit einer Tätigkeit als Manager bei Adidas und war bei dem Unternehmen für mehr als ein Jahrzehnt tätig, ehe er 1977 ein eigenes Unternehmen im Bereich Großhandel mit Sportkleidung eröffnete.